# Hermanus Noordkerk
Hermanus Noordkerk (Amsterdam, 28 januari 1702 – aldaar, 6 november 1771) was een Nederlands advocaat en vriend van Betje Wolff.
Hij werd op 11 november 1771 begraven in de Groote Kerk in Haarlem.
Noordkerk publiceerde onder andere:
- 1731: Specimen lectionum, seu disquisitio de lege petronia.[4]
- 1731: Observationum decas. In quibus varia juris Romani capita exponuntur aut emendantur.[5]